# Teenagers (canção)
"Teenagers" é o quarto e último single, e a décima primeira faixa, do terceiro álbum de estúdio da banda americana de rock My Chemical Romance, The Black Parade (2006). Foi o terceiro single nos Estados Unidos do álbum, mas o quarto lançado no Reino Unido, Filipinas, Austrália e Canadá. A música foi lançada nas rádios em 15 de maio de 2007.
Apesar de atingir a posição #67 no Billboard Hot 100 dos Estados Unidos, "Teenagers" é o single mais bem-sucedido deles no Pop 100, atingindo a posição #23. Além disso, alcançou a posição #9 no UK Singles Chart.

## Contexto:
Gerard Way escreveu a música depois de se encontrar em um vagão do metrô de Nova Iorque cheio de estudantes do ensino médio que estavam "correndo por aí, sendo violentos e quebrando coisas", algo que Way sentiu ser muito diferente de quando ele mesmo era adolescente. Como ele disse ao The New York Times: "Foi a primeira vez que me senti velho... Estava nervoso e era um alvo. Senti que havia me tornado uma figura paterna ou parte do problema."

Sobre a relação entre a música e as preocupações com a violência armada, Way disse:
"Essa música quase não se encaixava no álbum, mas é um tópico muito importante para nossa cultura. É sobre um problema muito grande na América, onde crianças estão matando crianças. A única coisa que aprendi no ensino médio é que as pessoas são muito violentas e territoriais."

## Recepção crítica:
Um crítico da NME escreveu:
"Algumas bandas se esforçam para fazer uma música com um som que elas nunca se comprometeriam a fazer, e então a lançam como single. Geralmente, elas falham. My Chemical Romance tentou um som substancialmente diferente para esta música, e deu certo. A mensagem é simples, o refrão é cativante e o solo de Ray Toro une o refrão e a ponte de forma tão suave."
A música recebeu 5 estrelas tanto na NME quanto no AbsolutePunk.net e 4/5 no IMDb.
A música estava em 25º lugar na lista da Rolling Stone das 100 Melhores Músicas de 2007. Essa música também ocupou a 80ª posição na lista da MTV Asia das Top 100 Hits de 2007. O single é certificado como 4x Platina pela RIAA e 2x Platina pela BPI.

## Desempenho nas paradas:
A música entrou na Bubbling Under Hot 100 Singles em #2, antes de estrear em #87 no Hot 100 na semana seguinte como a estreia "Hot Shot" da semana, atingindo o pico em #67. Alcançou a posição #23 no Pop 100 e #13 no Modern Rock Tracks. Estreou em #42 no Reino Unido, tornando-se o quarto sucesso consecutivo da banda no top 20 de The Black Parade e o terceiro no top dez do álbum, atingindo a posição #9. Estreou em 16º lugar na ARIA Singles Chart.

## Videoclipe:
O videoclipe começa com uma homenagem primeira cena do filme "The Wall" do Pink Floyd. Notoriamente quando líderes de torcida usam máscaras de gás de maneira semelhante às máscaras usadas pelos fãs adolescentes e jovens adultos no filme.
O vídeo foi postado pela banda em seu canal no YouTube em 30 de maio de 2007. Por volta de 1º de novembro de 2007, o vídeo ultrapassou o vídeo de "Famous Last Words" como o terceiro mais reproduzido no site. Essa versão do vídeo censurou a palavra "shit" dita na música. A versão da MTV difere da versão do YouTube; notavelmente, a parte em que os adolescentes invadem foi cortada, assim como as palavras "arma", "merda" e "assassinato". O vídeo foi apresentado no Total Request Live.
Este vídeo foi ao ar na Nova Zelândia, que também foi o primeiro país em que The Black Parade atingiu o primeiro lugar.

### Equipamento:
- Gibson Les Paul Standard Ebony de Ray Toro.
- Gibson Les Paul Studio Ivory de Frank Iero.
- Fender American Deluxe Jaguar Bass preto de Mikey Way.
- Conjunto de bateria personalizado C&C de Bob Bryar.
- Amplificadores de guitarra Marshall.
- Amplificadores de baixo Ampeg.

## Lista de faixas
Todas as faixas escritas e compostas por My Chemical Romance. 
| Versão 1 (CD promocional) |                                 |         |  |
| N.º                       | Título                          | Duração |  |
| 1.                        | "Teenagers" (edição para rádio) | 2:38    |  |

| Versão 2 (CD e vinil) |                                                            |         |  |
| N.º                   | Título                                                     | Duração |  |
| 1.                    | "Teenagers"                                                | 2:41    |  |
| 2.                    | "Dead!" (ao vivo em E-Werk, Berlin, 14 de outubro de 2006) | 3:16    |  |

| Versão 3 (vinil) |                                                                                |         |  |
| N.º              | Título                                                                         | Duração |  |
| 1.               | "Teenagers"                                                                    | 2:41    |  |
| 2.               | "Mama" (ao vivo em National Indoor Arena em Birmingham em 22 de março de 2007) | 5:00    |  |

| Versão 4 (CD) |                                                                                |         |  |
| N.º           | Título                                                                         | Duração |  |
| 1.            | "Teenagers"                                                                    | 2:41    |  |
| 2.            | "Dead!" (ao vivo no E-Werk em Berlin em 14 de outubro de 2006)                 | 3:16    |  |
| 3.            | "Mama" (ao vivo na National Indoor Arena em Birmingham em 22 de março de 2007) | 5:00    |  |

| Versão 5 (download digital) |                                              |         |  |
| N.º                         | Título                                       | Duração |  |
| 1.                          | "Teenagers"                                  | 2:41    |  |
| 2.                          | "Teenagers" (videoclipe)                     | 2:51    |  |
| 3.                          | "I Don't Love You" (vídeo da "AOL Sessions") | 3:57    |  |